# Isaak Brodskij
Isaak Izrailevitj Brodskij (ryska: Исаак Израилевич Бродский), född 6 januari 1884 i Sofijevka nära Berdjansk på Krim, död 14 augusti 1939 i Leningrad, var en rysk konstnär, känd som en av Sovjetunionens främsta målare. Han gjorde flera porträtt av Lenin och Stalin samt målningar ur Sovjets revolutionära historia.

## Biografi
Isaak Brodskij föddes i en judisk köpmansfamilj i guvernementet Taurien i Kejsardömet Ryssland. Vid sekelskiftet 1900 gick han i konstskola i Odessa. År 1902 flyttade han till Sankt Petersburg där han studerade vid Ryska konstakademien fram till 1908. En av hans lärare var den kände konstnären Ilja Repin. Brodskijs tidiga måleri - porträtt, landskap och genremåleri - är gjorda i en realistisk tradition men med impressionistiska stildrag.
Brodskij deltog återkommande i grupputställningar. Åren 1916, 1917 och 1922 deltog han bland annat i konstnärsgruppen Vandrarnas (Peredvizjnikerna) vandringsutställningar. Han ställde även ut utomlands; 1913 fick han en guldmedalj vid den internationella konstutställningen i München. 
Efter revolutionen 1917 var han engagerad i aktiviteter för den nya Sovjetstaten. Han deltog i diskussioner om konstens och konstnärens roll i ett socialistiskt samhälle och var medlem i flera olika konstnärsgrupper. År 1921 hade han sin första separatutställning och 1924 gick han med i Det revolutionära Rysslands konstnärsförbund (AChRR). Brodskijs konst hade nu förändrats till en realistisk stil i Vandrarnas anda men med revolutionärt innehåll. Målningen Lenin vid Putilovfabriken 1917 som han gjorde vid denna tid fick Grand Prix-medaljen vid Världsutställningen i Paris 1937.
Under 1930-talet var Brodskij lärare vid Konstakdemien och från 1934 dess rektor. Han blev tilldelad en stor lägenhet i centrala Leningrad som idag är ett museum.
Isaak Brodskij var en av de mest framstående representanterna för den socialistiska realismen i Sovjetunionen. Han gjorde målningar ur landets revolutionära historia och porträtt av Lenin, Stalin och andra ledare inom kommunistpartiet och armén. Hans kanske mest kända och mest omtyckta verk är Lenin i Smolnyjinstitutet 1917 som han målade 1930.
Brodskij erhöll Leninorden, Sovjetunionens högsta utmärkelse, 1934 och utsågs 1938 till Folkets artist.
Isaak Brodskij avled i Leningrad 1939 och ligger begravd på Volkovokyrkogården.

## Exempel

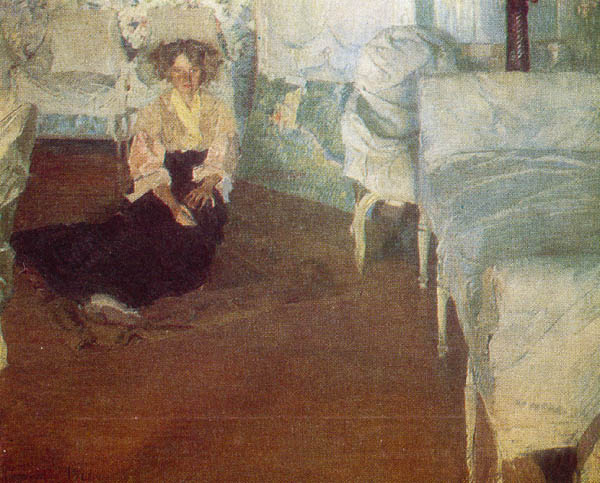
Ludmila Burluk, 1906
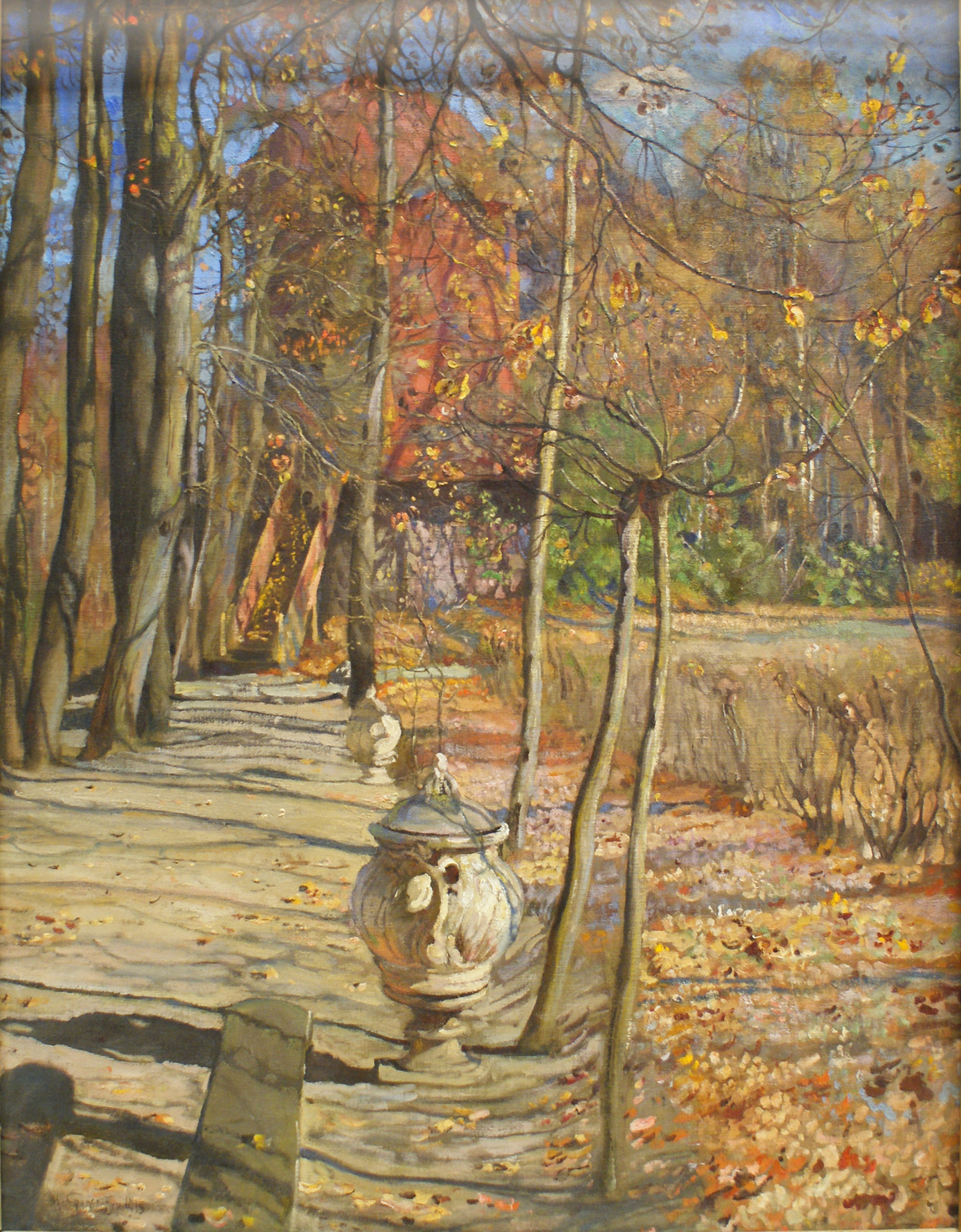
I parken, 1915
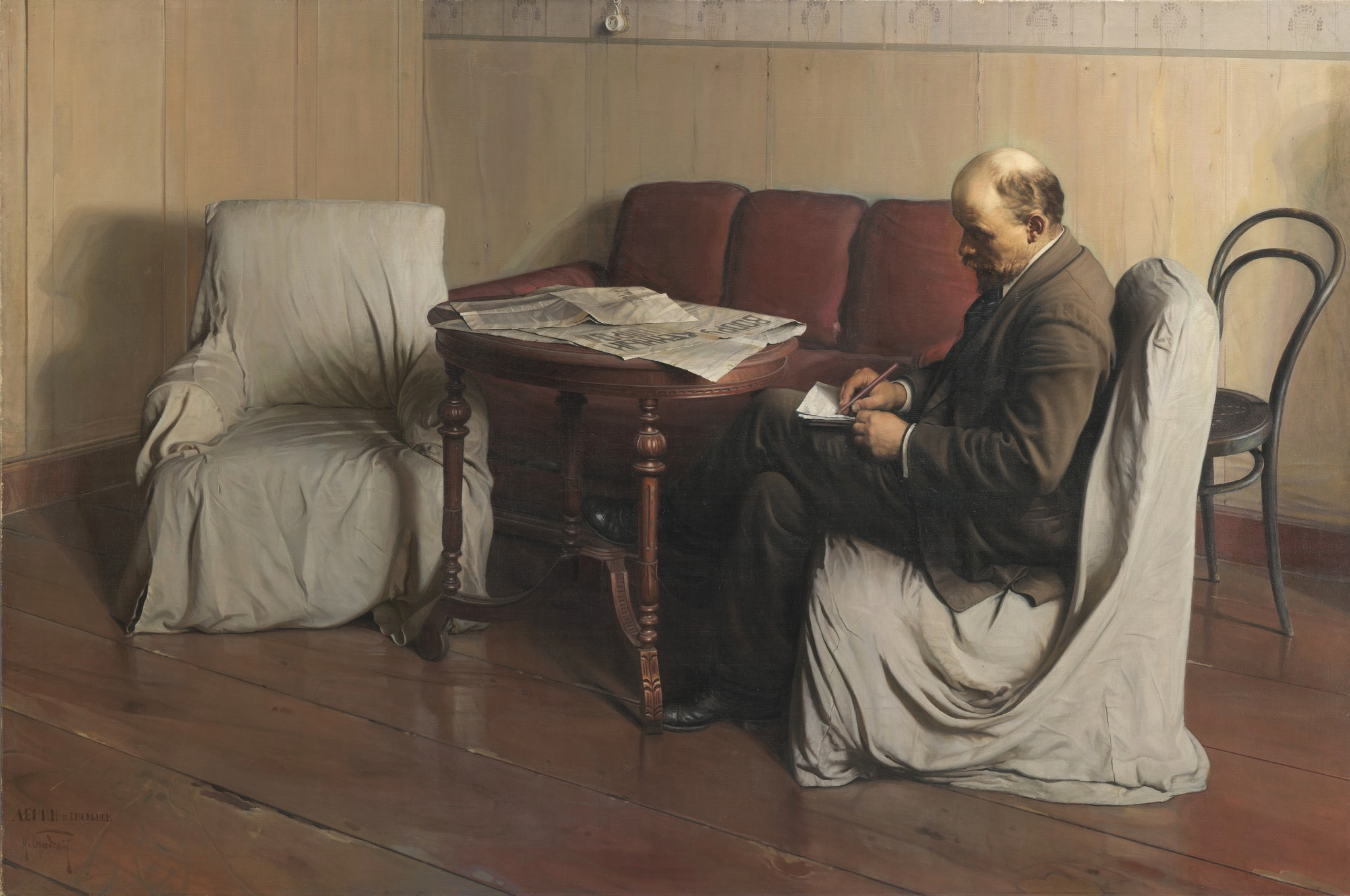
Lenin i Smolnyjinstitutet 1917, målad 1930
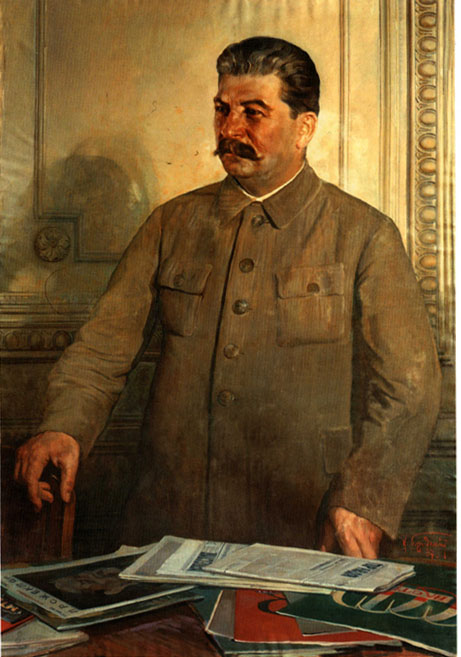
Porträtt av Stalin, 1937
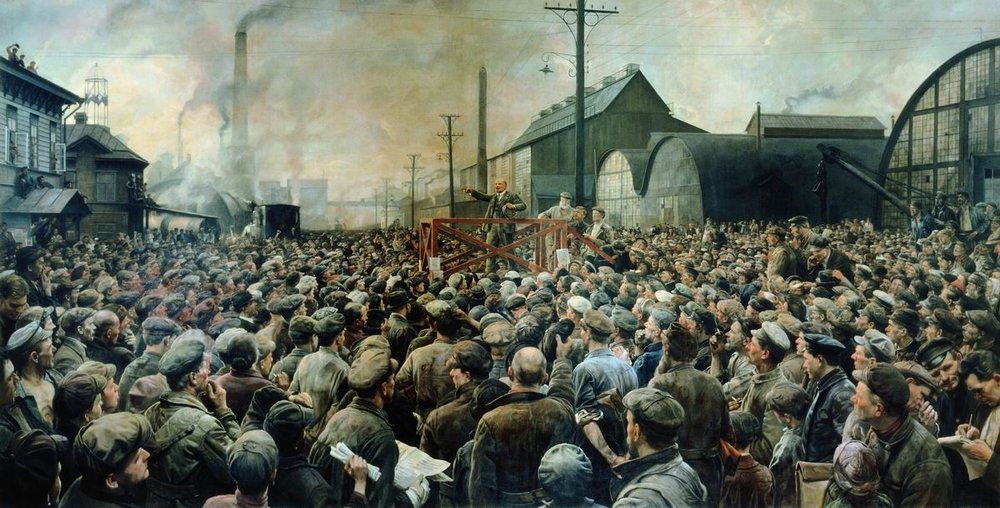
Lenin vid Putilovfabriken 1917 av Isaak Brodskij 1929.
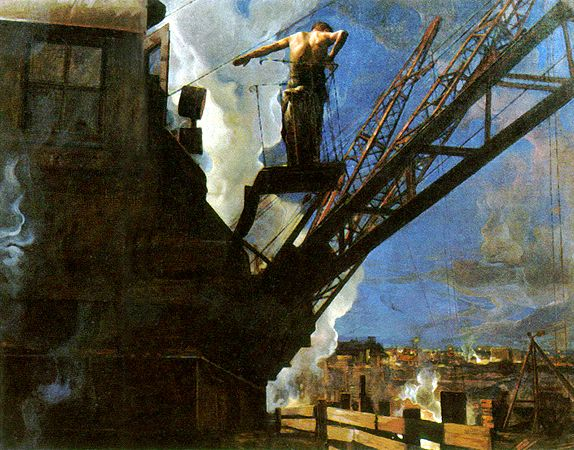
Arbetare i Dneprostroyj, Ukraina, 1922.